# ملعب خوسيه مانويل مورينو
ملعب خوسيه مانويل مورينو (بالإنجليزية: Estadio José Manuel Moreno)‏ هو ملعب كرة قدم متعدد الأغراض يقع في ميرلو بارتيدو، الأرجنتين، يتسع لـ 5,000 متفرج.